# Thyreophora
I Thyreophora (il cui nome significa "portatori di scudi"), spesso noti semplicemente come dinosauri corazzati, è un gruppo di dinosauri ornithischi corazzati che visse dal Giurassico inferiore al Cretaceo superiore, circa 199.6-66 milioni di anni fa (Hettangiano-Maastrichtiano), in quasi tutti i continenti.
I thyreophora sono caratterizzati dalla presenza di armature allineate in file longitudinali lungo il corpo. Le forme primitive avevano scuti o osteodermi semplici, bassi, a chiglia, mentre le forme più derivate sviluppavano strutture più elaborate tra cui punte e placche. La maggior parte dei thyreophora era erbivora e aveva cervelli relativamente piccoli per le loro dimensioni corporee.
Il gruppo dei thyreophora comprende vari sottogruppi, inclusi i sottordini Ankylosauria e Stegosauria. 
In entrambi i sottordini, gli arti anteriori erano molto più corti degli arti posteriori, in particolare negli stegosauri. 
Il clade è stato definito come il gruppo costituito da tutte le specie più strettamente correlate ad Ankylosaurus che a Triceratops. 
Thyreophora è il gruppo gemello di Cerapoda all'interno di Genasauria.

## Sottogruppi

### Thyreophori basali
I tireofori basali formano un grado che porta ad Ankylosauria e Stegosauria, o sono invece un gruppo sorella di Ankylosauria con Stegosauria più basale di entrambi.
Questo sottogruppo comprende dinosauri di piccole-medie dimensioni con placche piccole e primitive, e si pensa che alcuni di loro camminassero bipedi. La maggior parte di questi, come Scelidosaurus, Scutellosaurus, Emausaurus e Yuxisaurus, sono conosciuti dall'emisfero settentrionale, in Nord America, Europa e Cina (a meno che Lesothosaurus e Laquintasaura non siano considerati thyreophori), ed risalgono quasi tutti al Giurassico inferiore. Ciò è cambiato con la descrizione di Jakapil, nel 2022. Jakapil è noto per essere il primo thyreophoro basale confermato ad essere stato scoperto in Sud America (e uno dei pochi thyreophori gondwanici conosciuti, a parte i Parankylosauria), oltre a risalire al Cretaceo superiore, circa 95 milioni di anni fa, molto più recente di qualsiasi altro thyreophoro basale. Tuttavia, esiste un dibattito sullo status di Jakapil come thyreophoro.

### Ankylosauria
In Ankylosauria, i due gruppi principali sono gli Euankylosauria (contenenti ankylosauridi e nodosauridi) e i Parankylosauria.
Gli ankylosauridi sono una delle due famiglie di Euankylosauria, noti per la loro distintiva mazza caudale composta da vertebre distese fusesi in un'unica massa compatta. Erano animali robusti e pesanti, corazzati dalla testa alla coda in un'armatura di osteodermi, che, in alcuni casi, copriva anche le palpebre. Alcuni taxa presentava spesso anche spine o corni lungo il corpo per difesa. La testa era piatta, tozza, e presentava due piccoli corni ai lati della testa e sugli zigomi rivolti all'indietro, ed il collo era relativamente corto e protetto da semianelli cervicali. Euoplocephalus tutus è forse l'ankylosauride più noto.
I nodosauridi, l'altra famiglia di Euankylosauria, potrebbero effettivamente includere gli antenati degli ankylosauridi. Vissero durante il Giurassico medio (circa 170 milioni di anni fa) fino al Cretaceo superiore (66 milioni di anni fa) e, sebbene fossero corazzati quanto gli ankylosauridi, non avevano una mazza caudale, ma più serie di punte e spine che sporgevano ai lati della coda lungo tutta la sua lunghezza. La loro corazza corporea era anch'essa più spinosa, presentando corni e spine specialmente al livello delle spalle del collo. Due esempi di nodosauridi sono Sauropelta ed Edmontonia, quest'ultimo particolarmente noto per le grandi spine collocate sulle spalle rivolte in avanti.
I Parankylosauria sono un gruppo molto più basale di ankylosauri riconosciuto come gruppo distinto nel 2021. Potrebbero essersi discostati dagli euankylosauri durante il Giurassico medio. A differenza degli euankylosauri, questi avevano una distribuzione gondwananica, essendo conosciuti dal Sud America meridionale, dall'Australia e dall'Antartide. Conservavano tratti più basali come arti più lunghi e snelli, ma il tratto più distintivo è la loro coda. La coda era relativamente corta rispetto al corpo, ed era adornata da una macuahuitl (dal nome dell'arma con lo stesso nome), che consisteva in una serie piatta di osteodermi che formano una struttura a ventaglio sul lato inferiore della coda. Questa struttura è simile ma distinta dal thagomizer degli stegosauri e dalle mazze caudali degli ankylosauridi. Questa struttura è stata ritrovata solo in Stegouros, ma la sua presenza potrebbe essere dedotta anche nei frammenti caudali di Antarctopelta.

### Stegosauria
Il sottordine Stegosauria comprende le famiglie Stegosauridae e Huayangosauridae. Questi dinosauri vissero dal medio al tardo Giurassico, sebbene alcuni fossili siano stati ritrovati anche in strati risalenti al Cretaceo. Gli Stegosauri avevano teste molto piccole con denti semplici simili a foglie. Gli Stegosauri possedevano file di placche e/o punte ossee che correvano lungo la linea mediana dorsale dell'animale. È stato suggerito che le piastre degli stegosauri avessero la funzione di controllare la temperatura corporea (termoregolazione) e/o fossero utilizzate come display per identificare i membri della propria specie, attrarre il sesso opposto ed intimidire i rivali. Stegosaurus e Kentrosaurus sono tra gli stegosauri più noti.

## Classificazione

### Tassonomia
Mentre la tassonomia per classificazione è in gran parte caduta in disuso tra i paleontologi, alcune pubblicazioni del XXI secolo hanno mantenuto l'uso dei ranghi, sebbene le fonti differiscano su quale dovrebbe essere il loro grado. La maggior parte ha elencato Thyreophora come un taxon non classificato che contiene i sottordini tradizionali Stegosauria e Ankylosauria, sebbene Thyreophora sia talvolta classificato come un sottordine, con Ankylosauria e Stegosauria come infraordine.

### Filogenetica
Thyreophora fu nominato da Nopcsa nel 1915, e definito come un clade da Paul Sereno, nel 1998, come "tutti i genasauri più strettamente imparentati con Ankylosaurus rispetto a Triceratops". Thyreophoroidea è stato nominato per la prima volta da Nopcsa nel 1928 e definito da Sereno nel 1986, come "Scelidosaurus, Ankylosaurus, il loro più recente antenato comune e tutti i suoi discendenti". Eurypoda fu nominato per la prima volta da Sereno nel 1986 e da lui definito nel 1998, come "Stegosaurus, Ankylosaurus, il loro più recente antenato comune e tutti i loro discendenti".
Il cladogramma seguente mostra l'analisi filogenetica di Riguetti et al. (2022); incorpora la tassonomia ankylosauriana di Soto-Acuña et al. (2021):
|  | Huayangosauridae |
|  |                  |
|  | Stegosauridae    |
|  |                  |

|                | Parankylosauria                                                 |
|                |                                                                 |
| Euankylosauria | \| \| Ankylosauridae \| \| \| \| \| \| Nodosauridae \| \| \| \| |
|                | \| \| Ankylosauridae \| \| \| \| \| \| Nodosauridae \| \| \| \| |
|                | Ankylosauridae                                                  |
|                |                                                                 |
|                | Nodosauridae                                                    |
|                |                                                                 |

|  | Ankylosauridae |
|  |                |
|  | Nodosauridae   |
|  |                |

|  | Huayangosauridae |
|  |                  |
|  | Stegosauridae    |
|  |                  |

|                | Parankylosauria                                                 |
|                |                                                                 |
| Euankylosauria | \| \| Ankylosauridae \| \| \| \| \| \| Nodosauridae \| \| \| \| |
|                | \| \| Ankylosauridae \| \| \| \| \| \| Nodosauridae \| \| \| \| |
|                | Ankylosauridae                                                  |
|                |                                                                 |
|                | Nodosauridae                                                    |
|                |                                                                 |

|  | Ankylosauridae |
|  |                |
|  | Nodosauridae   |
|  |                |

|  | Huayangosauridae |
|  |                  |
|  | Stegosauridae    |
|  |                  |

|                | Parankylosauria                                                 |
|                |                                                                 |
| Euankylosauria | \| \| Ankylosauridae \| \| \| \| \| \| Nodosauridae \| \| \| \| |
|                | \| \| Ankylosauridae \| \| \| \| \| \| Nodosauridae \| \| \| \| |
|                | Ankylosauridae                                                  |
|                |                                                                 |
|                | Nodosauridae                                                    |
|                |                                                                 |

|  | Ankylosauridae |
|  |                |
|  | Nodosauridae   |
|  |                |

|  | Huayangosauridae |
|  |                  |
|  | Stegosauridae    |
|  |                  |

|                | Parankylosauria                                                 |
|                |                                                                 |
| Euankylosauria | \| \| Ankylosauridae \| \| \| \| \| \| Nodosauridae \| \| \| \| |
|                | \| \| Ankylosauridae \| \| \| \| \| \| Nodosauridae \| \| \| \| |
|                | Ankylosauridae                                                  |
|                |                                                                 |
|                | Nodosauridae                                                    |
|                |                                                                 |

|  | Ankylosauridae |
|  |                |
|  | Nodosauridae   |
|  |                |

|  | Huayangosauridae |
|  |                  |
|  | Stegosauridae    |
|  |                  |

|                | Parankylosauria                                                 |
|                |                                                                 |
| Euankylosauria | \| \| Ankylosauridae \| \| \| \| \| \| Nodosauridae \| \| \| \| |
|                | \| \| Ankylosauridae \| \| \| \| \| \| Nodosauridae \| \| \| \| |
|                | Ankylosauridae                                                  |
|                |                                                                 |
|                | Nodosauridae                                                    |
|                |                                                                 |

|  | Ankylosauridae |
|  |                |
|  | Nodosauridae   |
|  |                |

|  | Huayangosauridae |
|  |                  |
|  | Stegosauridae    |
|  |                  |

|                | Parankylosauria                                                 |
|                |                                                                 |
| Euankylosauria | \| \| Ankylosauridae \| \| \| \| \| \| Nodosauridae \| \| \| \| |
|                | \| \| Ankylosauridae \| \| \| \| \| \| Nodosauridae \| \| \| \| |
|                | Ankylosauridae                                                  |
|                |                                                                 |
|                | Nodosauridae                                                    |
|                |                                                                 |

|  | Ankylosauridae |
|  |                |
|  | Nodosauridae   |
|  |                |

|  | Huayangosauridae |
|  |                  |
|  | Stegosauridae    |
|  |                  |

|                | Parankylosauria                                                 |
|                |                                                                 |
| Euankylosauria | \| \| Ankylosauridae \| \| \| \| \| \| Nodosauridae \| \| \| \| |
|                | \| \| Ankylosauridae \| \| \| \| \| \| Nodosauridae \| \| \| \| |
|                | Ankylosauridae                                                  |
|                |                                                                 |
|                | Nodosauridae                                                    |
|                |                                                                 |

|  | Ankylosauridae |
|  |                |
|  | Nodosauridae   |
|  |                |

|  | Huayangosauridae |
|  |                  |
|  | Stegosauridae    |
|  |                  |

|                | Parankylosauria                                                 |
|                |                                                                 |
| Euankylosauria | \| \| Ankylosauridae \| \| \| \| \| \| Nodosauridae \| \| \| \| |
|                | \| \| Ankylosauridae \| \| \| \| \| \| Nodosauridae \| \| \| \| |
|                | Ankylosauridae                                                  |
|                |                                                                 |
|                | Nodosauridae                                                    |
|                |                                                                 |

|  | Ankylosauridae |
|  |                |
|  | Nodosauridae   |
|  |                |

|  | Huayangosauridae |
|  |                  |
|  | Stegosauridae    |
|  |                  |

|                | Parankylosauria                                                 |
|                |                                                                 |
| Euankylosauria | \| \| Ankylosauridae \| \| \| \| \| \| Nodosauridae \| \| \| \| |
|                | \| \| Ankylosauridae \| \| \| \| \| \| Nodosauridae \| \| \| \| |
|                | Ankylosauridae                                                  |
|                |                                                                 |
|                | Nodosauridae                                                    |
|                |                                                                 |

|  | Ankylosauridae |
|  |                |
|  | Nodosauridae   |
|  |                |

|  | Huayangosauridae |
|  |                  |
|  | Stegosauridae    |
|  |                  |

|                | Parankylosauria                                                 |
|                |                                                                 |
| Euankylosauria | \| \| Ankylosauridae \| \| \| \| \| \| Nodosauridae \| \| \| \| |
|                | \| \| Ankylosauridae \| \| \| \| \| \| Nodosauridae \| \| \| \| |
|                | Ankylosauridae                                                  |
|                |                                                                 |
|                | Nodosauridae                                                    |
|                |                                                                 |

|  | Ankylosauridae |
|  |                |
|  | Nodosauridae   |
|  |                |

|  | Huayangosauridae |
|  |                  |
|  | Stegosauridae    |
|  |                  |

|                | Parankylosauria                                                 |
|                |                                                                 |
| Euankylosauria | \| \| Ankylosauridae \| \| \| \| \| \| Nodosauridae \| \| \| \| |
|                | \| \| Ankylosauridae \| \| \| \| \| \| Nodosauridae \| \| \| \| |
|                | Ankylosauridae                                                  |
|                |                                                                 |
|                | Nodosauridae                                                    |
|                |                                                                 |

|  | Ankylosauridae |
|  |                |
|  | Nodosauridae   |
|  |                |

|  | Huayangosauridae |
|  |                  |
|  | Stegosauridae    |
|  |                  |

|                | Parankylosauria                                                 |
|                |                                                                 |
| Euankylosauria | \| \| Ankylosauridae \| \| \| \| \| \| Nodosauridae \| \| \| \| |
|                | \| \| Ankylosauridae \| \| \| \| \| \| Nodosauridae \| \| \| \| |
|                | Ankylosauridae                                                  |
|                |                                                                 |
|                | Nodosauridae                                                    |
|                |                                                                 |

|  | Ankylosauridae |
|  |                |
|  | Nodosauridae   |
|  |                |

|  | Huayangosauridae |
|  |                  |
|  | Stegosauridae    |
|  |                  |

|                | Parankylosauria                                                 |
|                |                                                                 |
| Euankylosauria | \| \| Ankylosauridae \| \| \| \| \| \| Nodosauridae \| \| \| \| |
|                | \| \| Ankylosauridae \| \| \| \| \| \| Nodosauridae \| \| \| \| |
|                | Ankylosauridae                                                  |
|                |                                                                 |
|                | Nodosauridae                                                    |
|                |                                                                 |

|  | Ankylosauridae |
|  |                |
|  | Nodosauridae   |
|  |                |

|  | Huayangosauridae |
|  |                  |
|  | Stegosauridae    |
|  |                  |

|                | Parankylosauria                                                 |
|                |                                                                 |
| Euankylosauria | \| \| Ankylosauridae \| \| \| \| \| \| Nodosauridae \| \| \| \| |
|                | \| \| Ankylosauridae \| \| \| \| \| \| Nodosauridae \| \| \| \| |
|                | Ankylosauridae                                                  |
|                |                                                                 |
|                | Nodosauridae                                                    |
|                |                                                                 |

|  | Ankylosauridae |
|  |                |
|  | Nodosauridae   |
|  |                |

|  | Huayangosauridae |
|  |                  |
|  | Stegosauridae    |
|  |                  |

|                | Parankylosauria                                                 |
|                |                                                                 |
| Euankylosauria | \| \| Ankylosauridae \| \| \| \| \| \| Nodosauridae \| \| \| \| |
|                | \| \| Ankylosauridae \| \| \| \| \| \| Nodosauridae \| \| \| \| |
|                | Ankylosauridae                                                  |
|                |                                                                 |
|                | Nodosauridae                                                    |
|                |                                                                 |

|  | Ankylosauridae |
|  |                |
|  | Nodosauridae   |
|  |                |

|  | Huayangosauridae |
|  |                  |
|  | Stegosauridae    |
|  |                  |

|                | Parankylosauria                                                 |
|                |                                                                 |
| Euankylosauria | \| \| Ankylosauridae \| \| \| \| \| \| Nodosauridae \| \| \| \| |
|                | \| \| Ankylosauridae \| \| \| \| \| \| Nodosauridae \| \| \| \| |
|                | Ankylosauridae                                                  |
|                |                                                                 |
|                | Nodosauridae                                                    |
|                |                                                                 |

|  | Ankylosauridae |
|  |                |
|  | Nodosauridae   |
|  |                |

Nel 2020, come parte della sua monografia su Scelidosaurus, David Norman ha rivisto le relazioni dei primi tyreophori, scoprendo che Stegosauria era il ramo più basale, con Scutellosaurus, Emausaurus e Scelidosaurus come gruppi staminali progressivi di Ankylosauria, piuttosto che di Stegosauria + Ankylosauria. Di seguito è riportato un cladogramma:
|  | Emausaurus                                                     |
|  |                                                                |
|  | \| \| Scelidosaurus \| \| \| \| \| \| Ankylosauria \| \| \| \| |
|  |                                                                |
|  | Scelidosaurus                                                  |
|  |                                                                |
|  | Ankylosauria                                                   |
|  |                                                                |

|  | Scelidosaurus |
|  |               |
|  | Ankylosauria  |
|  |               |

|  | Emausaurus                                                     |
|  |                                                                |
|  | \| \| Scelidosaurus \| \| \| \| \| \| Ankylosauria \| \| \| \| |
|  |                                                                |
|  | Scelidosaurus                                                  |
|  |                                                                |
|  | Ankylosauria                                                   |
|  |                                                                |

|  | Scelidosaurus |
|  |               |
|  | Ankylosauria  |
|  |               |

|  | Emausaurus                                                     |
|  |                                                                |
|  | \| \| Scelidosaurus \| \| \| \| \| \| Ankylosauria \| \| \| \| |
|  |                                                                |
|  | Scelidosaurus                                                  |
|  |                                                                |
|  | Ankylosauria                                                   |
|  |                                                                |

|  | Scelidosaurus |
|  |               |
|  | Ankylosauria  |
|  |               |

|  | Emausaurus                                                     |
|  |                                                                |
|  | \| \| Scelidosaurus \| \| \| \| \| \| Ankylosauria \| \| \| \| |
|  |                                                                |
|  | Scelidosaurus                                                  |
|  |                                                                |
|  | Ankylosauria                                                   |
|  |                                                                |

|  | Scelidosaurus |
|  |               |
|  | Ankylosauria  |
|  |               |